# Rodna Saschtita
Rodna Saschtita (bulgarisch Родна Защита; (Heimatverteidigung)) war als nationalistische, antisemitische, faschistische Organisation von vor 1923 bis 1936 in Bulgarien tätig war. Auf ihrem Höhepunkt in den späten 1920er Jahren hatte sie Zehntausende von Mitgliedern. Ab 1930 zog der Bund der Bulgarischen Nationalen Legionen vor allem mehr Jugendliche an.
Im Jahr 1923 stürzte die von der Bauernpartei getragene Regierung unter Alexander Stambolijski durch einen Militärputsch. Der neue Premier Alexander Zankow regierte bis 1926 diktatorisch, galt als Faschist, unterdrückte die Kommunisten und schuf sich 1930 eine Massenpartei mit der Sozialen Volksbewegung. 1934 übernahm eine Offiziersgruppe namens Sweno die Macht, 1935 Zar Boris III. allein in autoritärer Form.  
Rodna Saschtita hatte eine antiagrarische, antikommunistische und antisemitische Ideologie. Darüber hinaus lehnte die Organisation die Freimaurer ab. Die Organisation setzte sich für den Korporatismus ein und forderte die Abschaffung der politischen Parteien. Die Mitglieder der Organisation trugen schwarze Hemden, begrüßten mit einem faschistischen Gruß, verbreiteten Propaganda der Vaterlandsliebe zu Bulgarien und predigten Opfer für die Heimat. Die Organisation wurde als „protofaschistisch“ eingestuft. Rodna Zashtita verübte sporadisch Angriffe auf bulgarische Türken. 1933 griff die Gruppe den türkischen Friedhof in Rasgrad an. Nach 1936 schloss sich der Verband mit der neuen Ratnizi-Organisation zusammen, die 1939 verboten wurden, ohne ihre Tätigkeit einzustellen.

## Einzelbelege
1. ↑  Wolfgang Wippermann: Faschismus: eine Weltgeschichte vom 19. Jahrhundert bis Heute. Primus, Darmstadt 2009, ISBN 978-3-89678-367-7, S. 134 f.
2. ↑  Nikolai Poppetrow: Faschismus in Bulgarien, 2008, ISBN 978-9-54989092-1.